# 진주 의곡사 한글비석
진주 의곡사 한글비석(晉州 義谷寺 한글碑石)은 대한민국 경상남도 진주시 봉래동, 의곡사에 있는 비석이다. 2015년 10월 15일 경상남도의 문화재자료 제596호로 지정되었다.

## 개요
사암으로 된 비석으로, 앞면 중앙에는 세로쓰기로 ‘나무아미타불’([南]無阿彌陀佛)이라고 새겨져 있고, 그 좌우에 각각 한자와 한글로 부모생천목연경(父母生天目連經, 부묘ᄉᆡᆼ쳔목연경)이라고 새겨져 있다. 비석 윗쪽이 벗겨져서 한자 첫글자 南과 父가 사라져 있다.

[父]母生天目連經
[南]無阿彌陀佛
부묘ᄉᆡᆼ쳔목연경
塔 丙辰三月

비석 하단에 새겨진 병진삼월(丙辰三月)은 비를 세운 시기를 뜻하는데, 이는 1916년 병진년으로 추정된다.

## 같이 보기
- 진주 의곡사

## 참고 자료
- 진주 의곡사 한글 비석 - 국가유산청 국가유산포털